# Gerrit Schipper
Gerrit Schipper (ou Gerritt Schipper ; baptisé le 13 septembre 1775 à Amsterdam et mort vers 1832 à Londres) est un peintre hollandais spécialisé dans les portraits au pastel et les portraits miniatures. 

## Biographie
Après des études à Paris dans les années 1790, il passe du temps à Bruxelles et en Russie. On pense qu'il est arrivé aux États-Unis en 1802. Il est actif à New York, Charleston, Savannah ainsi que plusieurs villes du Massachusetts. Vers 1807, il s'installe au Canada et passe du temps à Québec et à Montréal, où il réalise de nombreux portraits de personnalités locales remarquables. Il a déménagé en Angleterre en 1810.

## Sujets
L'un des sujets les plus remarquables de Schipper était Sir Isaac Brock dont il a peint un portrait au pastel pendant que Brock était en poste dans le Haut-Canada. Le portrait est resté dans la collection de Brock jusqu'à sa mort en 1812 ensuite dans sa famille. Il a été récemment acquis par le Guernsey Museum and Art Gallery

## Musées et collections publiques
Ses œuvres sont représentées au Musée national des beaux-arts du Québec, Metropolitan Museum of Art, au Virginia Museum of Fine Arts, au Musée McCord, au Guernsey Museum and Art Gallery et au Musée des beaux-arts du Canada.

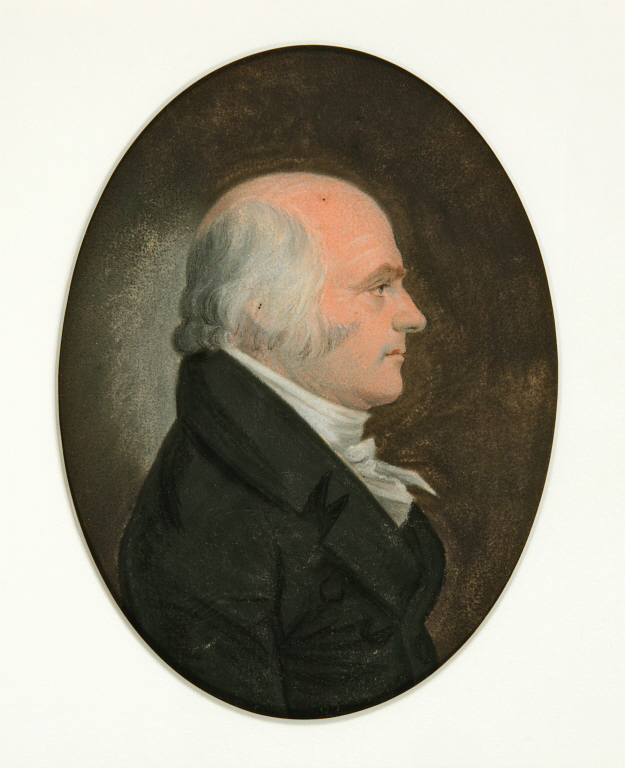
Portrait d'Alexander Auldjo (en) (Musée McCord, Montréal)
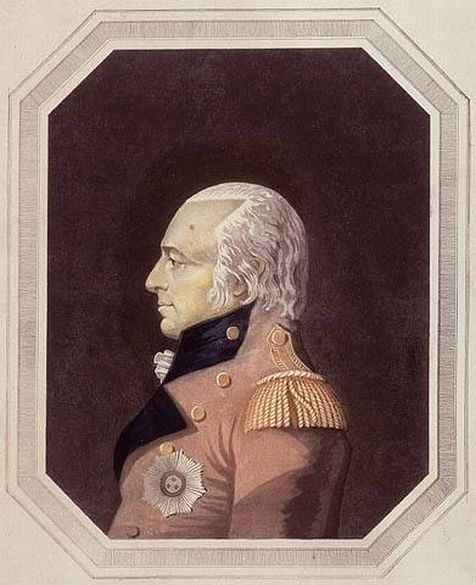
Portrait de James Henry Craig (Bibliothèque et Archives Canada, Ottawa)
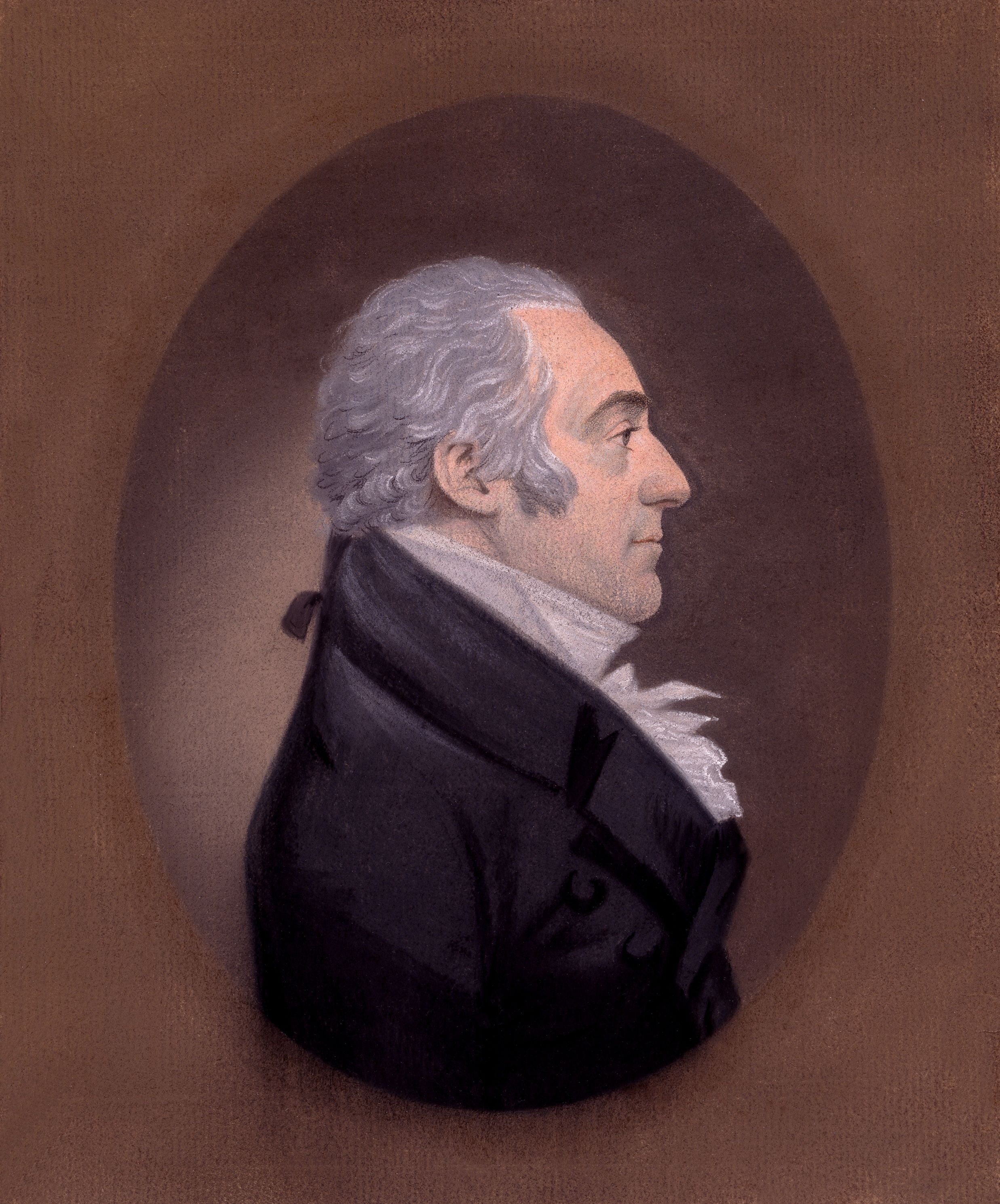
Portrait de John Richardson (en) (Musée McCord, Montréal)
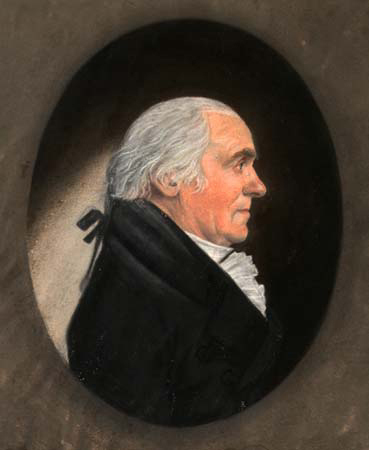
Portrait de Louis Dulongpré (Musée des beaux-arts du Canada, Ottawa)